# Xenocalamus michellii
Xenocalamus michellii är en ormart som beskrevs av den tyske herpetologen Lorenz Müller 1911. Xenocalamus michellii ingår i släktet Xenocalamus och familjen Atractaspididae. IUCN kategoriserar arten globalt som otillräckligt studerad. Inga underarter finns listade i Catalogue of Life.

## Utbredning och habitat
Arten förekommer i endemiskt Katanga-provinsen i Kongo-Kinshasa.
Det är osäkert vad arten föredrar för habitat, men den gräver ner sig i sanden. Arten är känd från endast tre exemplar.

## Beskrivning
X. michelli har svartbrun rygg och är 54 centimeter lång. Stjärten mäter 3,7 centimeter.
Ormen är giftig, men förmodligen inte farlig för människan.